# Shigeo Arai
Shigeo Arai, född 8 augusti 1916 i Shizuoka prefektur, död 19 juli 1944 i Burma, var en japansk simmare.
Arai blev olympisk guldmedaljör på 4 x 200 meter frisim vid sommarspelen 1936 i Berlin.